# Eilema costimaculata
Eilema costimaculata är en fjärilsart som beskrevs av Aurivillius 1910. Eilema costimaculata ingår i släktet Eilema och familjen björnspinnare. Inga underarter finns listade i Catalogue of Life.